# Alberto Franchetti
Alberto Franchetti (ur. 18 września 1860 w Turynie, zm. 4 sierpnia 1942 w Viareggio) – włoski kompozytor.

## Życiorys
Posiadał tytuł barona. Studiował u Nicolò Coccona w Turynie i Fortunato Magiego w Wenecji, następnie był uczniem Josefa Rheinbergera w Monachium oraz Felixa Draesekego i Edmunda Kretschmera w Dreźnie. W latach 1926–1928 pełnił funkcję dyrektora Conservatorio Luigi Cherubini we Florencji.
W swojej twórczości pozostawał pod wpływem niemieckiego romantyzmu, głównie Richarda Wagnera. Pomimo inwencji w dziedzinie melodyki i instrumentacji nie stworzył własnego języka dźwiękowego, pozostając eklektykiem. Z polecenia Giuseppe Verdiego napisał operę Cristoforo Colombo dla uczczenia 400. rocznicy odkrycia Ameryki przez Krzysztofa Kolumba. Pracował nad librettem do opery Tosca, jednak zrezygnował z tego przedsięwzięcia i ostatecznie projekt ten przejął Giacomo Puccini.

## Wybrane kompozycje
(na podstawie materiałów źródłowych)

### Utwory orkiestrowe
- Symfonia c-moll (1884)
- poemat symfoniczny Inno na solistów, chór i orkiestrę (1888)

### Opery
- Asrael (wyst. Reggio nell’Emilia 1888)
- Cristoforo Colombo (wyst. Genua 1892)
- Fior d’Alpe (wyst. Mediolan 1894)
- Il Signor di Pourceaugnac (wyst. Mediolan 1897)
- Germania (wyst. Mediolan 1902)
- La Figlia di Jorio (wyst. Mediolan 1906)
- Notte di leggenda (wyst. Mediolan 1915)
- Giove a Pompei (wyst. Rzym 1921); wspólnie z Umberto Giordano
- Glauco (wyst. Neapol 1922)